# 236 (số)
236 (hai trăm ba mươi sáu) là một số tự nhiên ngay sau 235 và ngay trước 237.